# Auguste Brachet
Auguste Brachet (* 29. Juli 1845 in Tours; † 1898 in Cannes) war ein französischer Romanist.

## Leben und Werk
Brachet war romanistischer Autodidakt. Er wandte sich an Gaston Paris und hörte 1864 an der École des Chartes. Er wurde an der Bibliothèque Nationale angestellt, 1869 Repetitor an der École Pratique des Hautes Études und 1872 Professor für deutsche Literatur an der  École polytechnique. Er übersetzte einen Teil der Grammatik von Friedrich Diez aus dem Deutschen ins Französische. Zehn Jahre lang (von 1865 bis 1875) publizierte er bedeutende und erfolgreiche romanistische Arbeiten, dann heiratete er, machte eine Italienreise und siechte dahin. Er starb an Tuberkulose.

## Werke
- Étude sur Bruneau de Tours, trouvère du XIIIe siècle, Paris/Leipzig 1865
- Du rôle des voyelles latines atones dans les langues romanes, Leipzig 1866
- Grammaire historique de la langue française, Paris 1867, zahlreiche Auflagen bis 1911 (englisch: Oxford 1868, 1879,  bearbeitet von Paget Toynbee, Oxford 1896) [Vorwort von Emile Littré, 1801-1881]
- Dictionnaire des doublets ou Doubles formes de la langue française, Paris 1868
- Dictionnaire étymologique de la langue française, Paris 1870 (englisch: 1873) (Einleitung im September 1868 in Vouvray unterzeichnet) [Vorwort von Emile Egger, 1813-1885]
- (Übersetzer zusammen mit  Gaston Paris und Alfred Morel-Fatio) Friedrich Diez, Grammaire des langues romanes, 3 Bde., 3. Auflage, Paris 1874-1876, 3 Bde., Genf/Marseille 1973
- Morceaux choisis des grands écrivains du XVIe siècle, accompagnés d'une grammaire et d'un dictionnaire de la langue du XVIe siècle, Paris 1874
- Nouvelle Grammaire française fondée sur l'histoire de la langue, Paris 1874
- L'Italie qu'on voit et l'Italie qu'on ne voit pas..., Paris 1881
- (zusammen mit J. Dussouchet)  Cours de grammaire française, fondé sur l'histoire de la langue, théorie et exercices, Paris 1883
- Brachet et Dussouchet. Nouveau Cours de grammaire française, Paris 1887 (zahlreiche Auflagen bis 1910)